# Augusto Romano Burelli

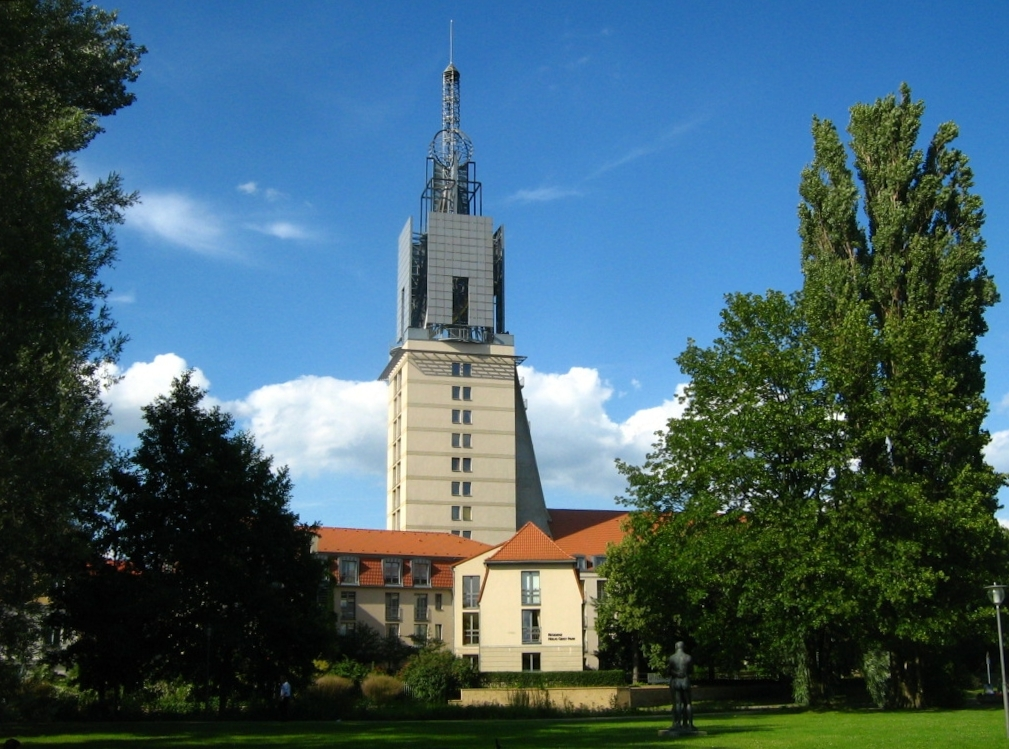
Seniorenresidenz Heilig-Geist-Park, Potsdam

Augusto Romano Burelli (* 1938 in Udine) ist ein italienischer Architekt und Professor für Entwurf und Gestaltung an der Universität für Architektur (IUAV) in Venedig. Seit 1991 ist er dort Leiter der Abteilung für Architekturplanung.

## Leben

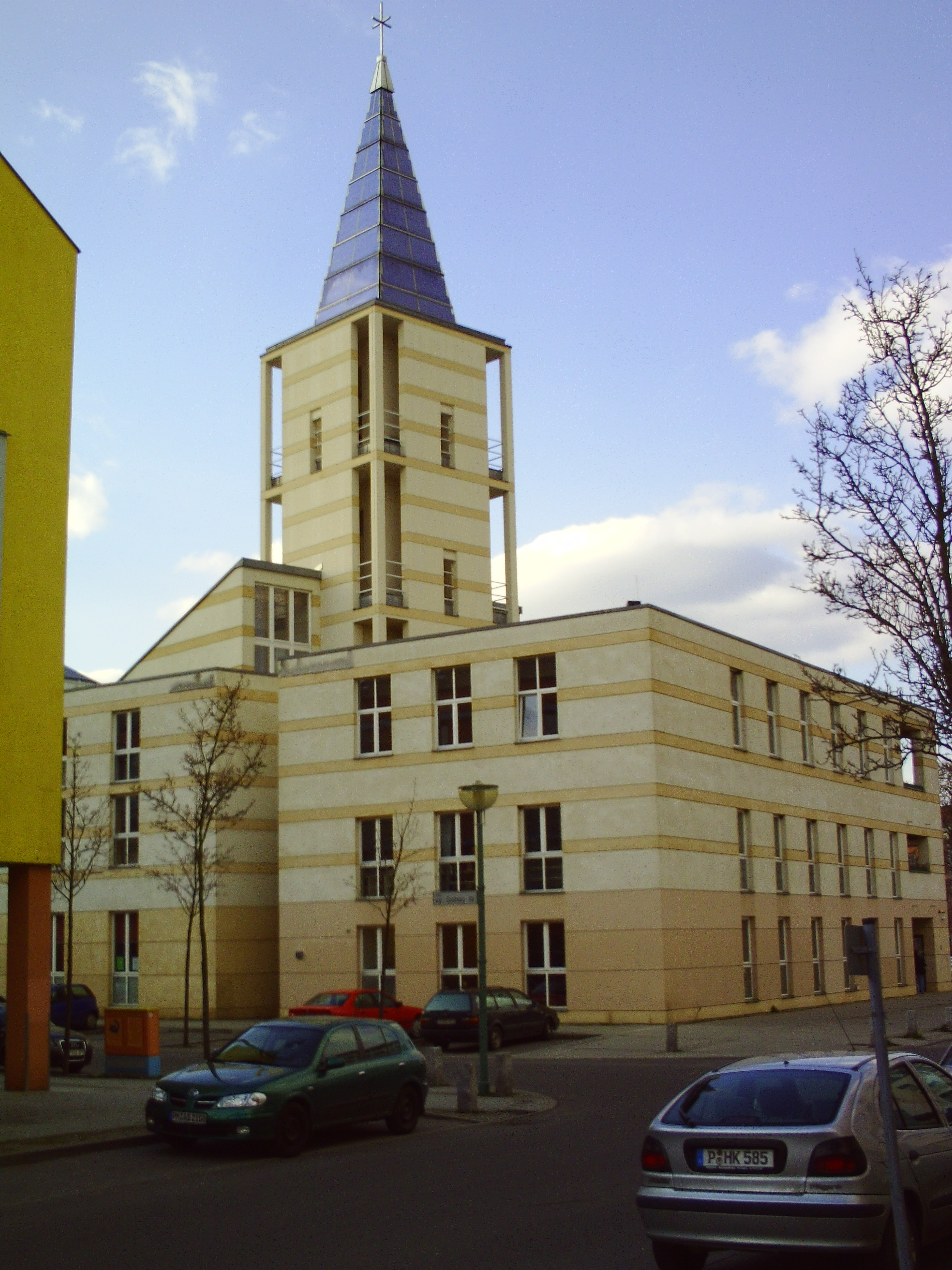
Versöhnungskirche und Gemeindezentrum, Kirchsteigfeld, Potsdam

Nach dem Studienabschluss in Architektur an der Universität für Architektur von Venedig schloss Burelli sich der Architektengruppe um Carlo Aymonino an. 1975 wurde er Professor für Baukomposition (composizione architettonica) und von 1991 bis 1997 war er Leiter des Fachbereichs Projektplanung. In dieser Zeit lehrte er auch an einigen deutschen Universitäten. Von 2007 bis 2010 war er Präsident des Gremiums für den Architekturstudiengang an der Universität Udine, wo er immer noch Dozent für Baukomposition ist. Zusammen mit seiner Frau Paola Sonia Gennaro ist Burelli Autor zahlreicher Publikationen und Kurator internationaler Ausstellungen, darunter der Präsentation 1781–1841 Schinkel. L’architetto del principe (deutsch: Der Architekt des Fürsten), die 1981 in Venedig und in Rom gezeigt wurde und erstmals Zeichnungen aus dem Alten Museum außerhalb der damaligen DDR zeigte. Burellis Werke wurden auch in englischer und deutscher Übersetzung herausgegeben.
Im Jahr 1991 erhielt er den Steinernen Löwen für den besten italienischen Beitrag zur fünften Internationalen Architekturausstellung der Biennale in Venedig.

## Hauptwerke

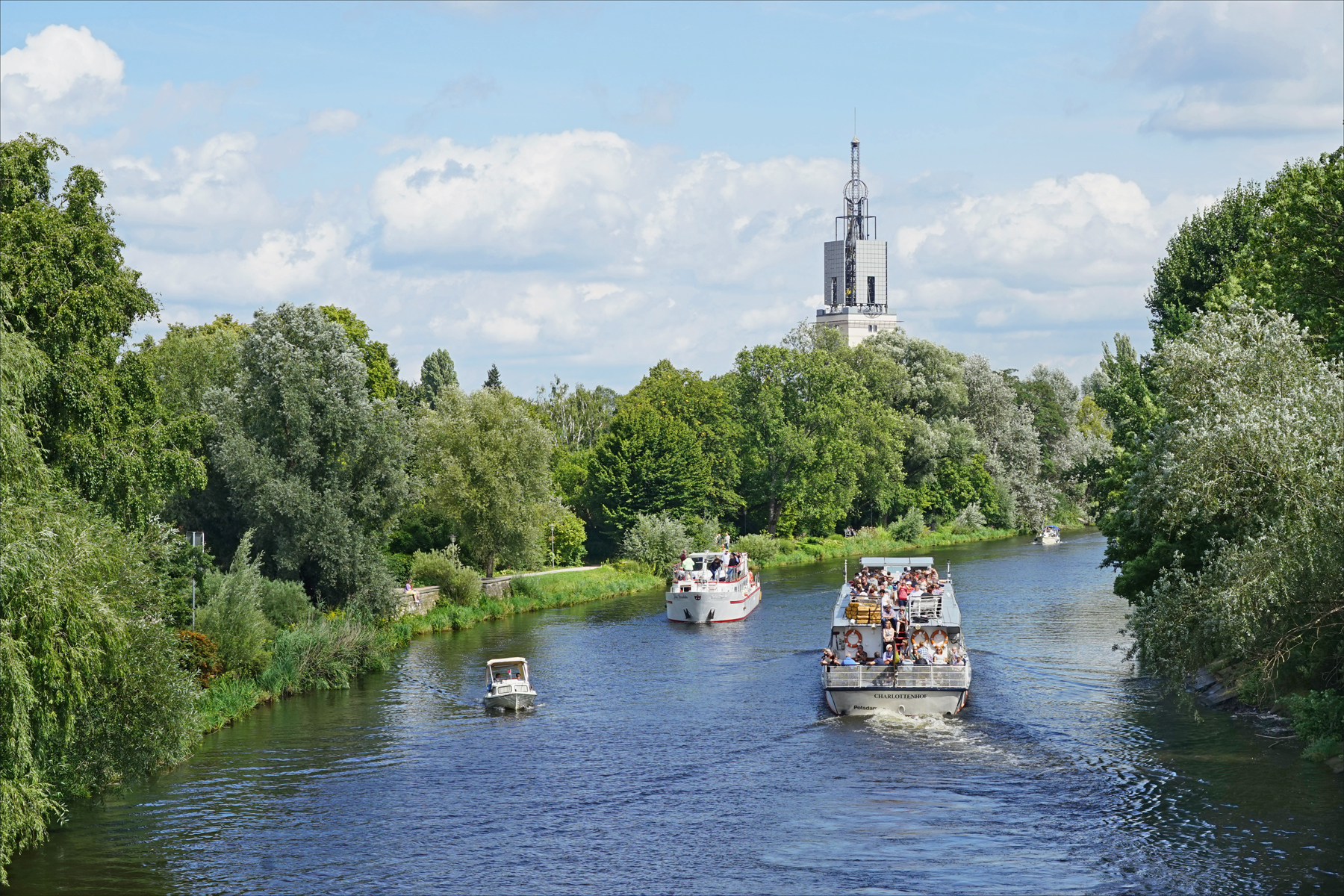
Potsdam, Blick von der Langen Brücke über die Neue Fahrt (einen Havelarm) zum Turm der Residenz Heilig-Geist-Park

- Kirche von St. Lucia, Gemona del Friuli (Udine), 1988–1994
- 13 Wohnhäuser im Kirchsteigfeld, Potsdam, 1993–1994
- Das evangelische Gemeindezentrum mit Kirche im Kirchsteigfeld, Potsdam, 1996
- Seniorenresidenz Heilig-Geist-Park, Potsdam, 1997
- Unter den Linden – Friedrichstrasse, Haus 4, Berlin, 2004–2009

## Veröffentlichungen
- G. Riemann (Kurator), Luciano Semerani, A. R. Burelli, O. Zoeggler: Schinkel, l'architetto del principe (1781–1841). Catalogo della mostra, Albrizzi - Cluva, 1982.
- P. Gennaro (a cura di): Augusto Romano Burelli. Trilogia di un mestiere 1972–1986. Edizioni Biblioteca dell'immagine, 1986.
- mit P. Gennaro: Die Moschee von Sinan. Zeichnungen von Augusto Romano Burelli und Paola Gennaro. 1988, ISBN 978-88-85067-56-1.
- mit G. Semper: Lo stile nelle arti tecniche e tettoniche o estetica pratica: manuale per tecnici, artisti e amatori. Laterza, Rom 1992, ISBN 88-420-4058-4.
- Die wiederentdeckte Platz, 2000–2001. 2001.
- Entwürfe für Potsdam. 1991–2001. Stiftung Preußische Schlösser und Gärten, 2001.
- Mors et renovatio der Antike. Das Heidelberger Schloss. Eine wissenschaftliche Untersuchung. Ausstellungsband Print Media Academy Heidelberg, 11. November bis 21. Dezember 2003. Staatliches Vermögens- und Hochbauamt, Mannheim 2003.
  - Italienische Fassung: Mors et renovatio dell'antico. Il Poligrafo, 2004, ISBN 978-88-7115-409-1.
- mit P. Gennaro: La città come investitore. Il piano di ricostruzione urbana. Gaspari, 2007, ISBN 978-88-7541-087-2.
- als Herausgeber mit S. Pradissitto: Dialoghi del mercoledì. Mimesis Edizioni, 2008, ISBN 978-88-8483-865-0.